# Nicolás Domingo
Nicolás Mario Domingo (Totoras, 8 aprile 1985) è un ex calciatore argentino, di ruolo centrocampista.

## Carriera
Domingo ha esordito con il River Plate il 29 maggio 2005 nella partita contro il Gimnasia (LP), finita con una sconfitta per 1-2.
Nell'estate 2008 è passato in prestito al Genoa, ma l'11 ottobre 2008, dopo non aver convinto l'allenatore Gian Piero Gasperini, è tornato in patria.
Dopo l'esperienza italiana si trasferisce in prestito all'Arsenal Sarandí e nel 2010, sempre in prestito, al Peñarol, in Uruguay.

## Palmarès

### Club

#### Competizioni nazionali
- Campionato argentino: 1

River Plate: 2008 (C)
- Campionato argentino di seconda divisione: 2

River Plate: 2011-2012
Banfield: 2013-2014

#### Competizioni internazionali
- Recopa Sudamericana: 1

River Plate: 2016
- Coppa Sudamericana: 1

Independiente: 2017